# پکینز
پکینز (به انگلیسی: Pekingese)، نام یکی از نژادهای سگ است که خاستگاه آن به چین بازمی‌گردد.